# Hede (Härjedalen)
Hede is een dorp in de provincie Jämtlands län in het landschap Härjedalen in het midden van Zweden. In 2005 had het dorp 763 inwoners en een oppervlakte van 130 hectare.
Hede ligt midden in de bossen, tientallen kilometers verwijderd van andere dorpen en niet ver van de Noorse grens. De hoofdplaats van de gemeente Härjedalen, Sveg, ligt 70 km verderop.
Het dorp ligt op 20 km van de berg Sånfjället (die tevens nationaal park is).

## Verkeer en vervoer
Bij de plaats loopt de Riksväg 84.